# Acolouthia
L'Acolouthia (grec ancien : ἀκολουθία, acolouthia ou akolouthia, « suite, succession, ordre » ; slavon d'église : posledovanie) désigne, dans les Églises d'Orient – Églises orthodoxes et Églises catholiques de rite byzantin – l'ordonnancement du service divin. L'origine du mot tient peut-être au fait que les différentes parties de l'office sont étroitement liées et s'enchaînent nécessairement.
Dans un sens plus restreint, l'acolouthia désigne les parties fixes de l'office (celles qui ne changent pas d'un jour à l'autre). Les parties variables sont appelées séquences.
L'office se compose de parties chantées et de parties parlées. Les premières sont spécifiées par leur mode ou ton (ou echos), selon lequel la musique est chantée. Un ouvrage liturgique, l'octoechos, indique, selon la partie chantée et le temps liturgique, le ton et la mélodie à utiliser. Les parties parlées sont généralement lues ou dites sur le mode du récitatif.
Les Grecs utilisaient rarement la notation musicale. Ils apprenaient par cœur quelques hymnes de base qui servaient de modèle pour les autres hymnes de même rythme et métrique. La strophe, ou stance, d'un hymne de base, qui en définit la mélodie, est appelée irmos (eirmos, hirmos). On appelle souvent catabase l'irmos final d'une hymne. Ce terme est généralement réservé aux hymnes où les choristes quittent leur siège pour descendre dans le sanctuaire. L'élément de chant fondamental de l'acolouthia est le tropaire, courte hymne ou stance d'une hymne. Le kontakion est un tropaire qui explique brièvement le caractère de la fête célébrée dans l'office du jour. L’oikos est plus long que le tropaire ; il décrit avec concision les vertus et les mérites du sujet de la fête du jour. L'apolytikon est le tropaire propre du jour ; il est chanté juste avant la prière finale de l'office.
L'ode était initialement fondée sur l'un des neuf cantiques bibliques chantés à l'office du matin ; par la suite, ce nom fut aussi donné à des compositions ecclésiastiques de plusieurs tropaires inspirées par l'Écriture. Des odes sont combinées pour former un canon, qui en comporte normalement neuf, mais parfois moins. Enfin, le stichos est un court verset extrait des psaumes ou d'autres écrits bibliques ; le stichère est un court verset de composition ecclésiastique inspiré par un stichos.
Les services divins sont composés de cycles combinés, certains longs, d'autres courts. Ces cycles sont régis par les règles du Typicon. Le cycle de base est quotidien. Il est défini par l'acolouthia qui prescrit les parties fixes des offices, dans lesquelles s'insèrent les parties variables ou séquences.
La journée liturgique commence avec les Vêpres qui sont le premier office de la journée. Les services qui constituent le cycle quotidien sont : les Vêpres, l'Office de Minuit, l'Orthros (Matines), les quatre Petites Heures et l'Apodeipnon (Complies). Il s'y ajoute le Typika, célébré les jours où il n'y a pas de Divine Liturgie (célébration eucharistique).
La plupart des offices commencent avec l'Entrée ordinaire : bénédiction du prêtre ; Trisagion et autres prières ; prière au Seigneur et appel à l'adoration : « Venez, adorons notre Seigneur et Roi ». Elle est suivie de différents psaumes. La psautier est une composante essentielle du service divin et est utilisé tant dans les parties fixes que dans les parties variables de l'office.